# Everything All the Time
Everything All the Time è il primo album discografico del gruppo musicale indie rock statunitense Band of Horses, pubblicato nel 2006 dalla Sub Pop Records. In esso sono presenti nuove versioni di cinque dei sei brani inseriti nel Tour EP, con diversi titoli.

## Tracce
1. The First Song – 3:43
2. Wicked Gil – 2:57
3. Our Swords – 2:26
4. The Funeral – 5:22
5. Part One – 2:36
6. The Great Salt Lake – 4:45
7. Weed Party – 3:09
8. I Go to the Barn Because I Like The – 3:06
9. Monsters – 5:21
10. St. Augustine – 2:41

## Formazione
- Ben Bridwell - voce, chitarra
- Mat Brooke - chitarra, voce
- Chris Early - basso
- Tim Meinig, Sera Cahoone - batteria